# Landstar System
Landstar System ist eine US-amerikanische Spedition mit Sitz in Jacksonville, Florida. Sie ist hauptsächlich in den Vereinigten Staaten, Kanada und Mexiko aktiv und bietet Transportdienstleistungen im intermodalen sowie konventionellen Güterkraftverkehr an.
Landstar System wird im Dow Jones Transportation Average aufgeführt und verfolgt ein Geschäftsmodell, durch welches sich das Unternehmen stark von Wettbewerbern in der Branche abgrenzt. So beschäftigte Landstar im Geschäftsjahr 2019 lediglich 1333 fest angestellte Mitarbeiter, während das operative Geschäft größtenteils durch über 1000 unabhängige Vertriebsrepräsentanten in den gesamten USA organisiert wird. Diese greifen auf über 10.000 vertraglich gebundene, aber grundsätzlich eigenständige, Fuhrunternehmer zurück, welche den Transport durchführen. Die Transportdurchführung geschieht mit Fahrzeugen der unabhängigen Fuhrunternehmer. 97 % der Fuhrunternehmer besitzen lediglich fünf Lkw oder weniger. Der generierte Umsatz wird direkt bei Landstar System, Inc. verbucht, die 8 % des Umsatzes wieder an die Vertriebs-Repräsentanten und zwischen 65 % und 75 % an die Fuhrunternehmer auszahlt.